# Sigismondo
Personnages
- Sigismondo, roi de Pologne, (alto, rôle travesti)
- Aldimira, son épouse, fille d'Ulderico, (soprano)
- Ladislao, premier ministre de Sigismondo, (ténor)
- Anagilda, sœur de Ladislao (mezzo-soprano)
- Radoski, familier de Sigismondo, (baryton)
- Ulderico, roi de Bohème et Hongrie (basse)
- Zenovito, noble polonais (basse)
- Nobles, soldats (chœurs)

Sigismondo est un opera seria en deux actes de Gioachino Rossini  d'après un livret de Giuseppe Maria Foppa. La première fut donnée à La Fenice de Venise le 26 décembre 1814.

## Argument
Sigismondo, roi fictif de Pologne, a condamné son épouse Aldimira à mort en raison de ses infidélités il y a plusieurs années, il est à présent presque devenu fou de remords et de culpabilité. Il ignore encore que cette infidélité présumée d'Aldimira n'est qu'une intrigue de son premier ministre Ladislao, dont Aldimira avait repoussé les avances et qui s'est ainsi vengé, désirant par ailleurs que le roi épouse sa sœur Anagilda. Par ailleurs Ulderico, le père d'Aldimira, est encore en guerre contre Sigismondo. Cependant Aldimira n'est pas morte, et vit sous la protection du seigneur Zenovito dans les bois de Pologne, c'est alors que Sigismondo arrive précisément à la hutte de Zenovito. Il croit qu'Aldimira est la fille de ce dernier, il entend néanmoins la faire passer pour sa propre fille, de fait de sa ressemblance avec son épouse défunte, et l'utiliser pour mettre un terme à la guerre contre Ulderico. Aldimira se prête au jeu de la double tromperie. Entre-temps, Ladislao a convaincu Ulderico que Sigismondo le trompe, ce pourquoi Ulderico ne veut reconnaître celle qui est pourtant sa propre fille. Alors que Ladislao fait à nouveau des avances à Aldimira, elle le repousse et il choit, tombant sur la tête et confessant sous le choc tous ses méfaits. La guerre cesse alors, Aldimira est à nouveau reine, Ladislao et Anagilda sont même pardonnés.

## Livret
Parmi les principaux motifs ayant conduit au manque de succès de l'opéra, les critiques aussi bien contemporains de l'œuvre qu'actuels citent le mauvais livret de Giuseppe Maria Foppa : « La critique fut dévastatrice pour Foppa, à l'époque du carnaval 1815 ». Foppa, avec qui Rossini avait déjà travaillé pour ses opéras L’inganno felice, La scala di seta et  Il signor Bruschino, écrivit pour Sigismondo à partir de deux livrets précédents un texte non seulement embrouillé et peu crédible, mais plus encore faisant montre d'une « versification très irrégulière et agitée ».

## Musique
Rossini a ré-exploité dans Sigismondo des extraits de ses opéras antérieurs, de même qu'il réutilisera largement cet opéra dans ses créations ultérieures comme Elisabetta, regina d'Inghilterra, Torvaldo e Dorliska, Il barbiere di Siviglia, La Cenerentola et Adina. Ainsi par exemple, le début du premier acte du Barbier de Séville est un arrangement du début du deuxième acte de Sigismondo. Richard Osborne, biographe de Rossini, en conclut que la musique de Sigismondo ne devait pas être finalement de si piètre qualité:

« Sigismondo est une œuvre difficile et lourde, mais l'on devrait se garder de la rejeter entièrement, puisque les opéras à succès qui suivirent comprennent de grandes parties écrites à partir de Sigismondo. »

— Richard Osborne, Rossini. Leben und Werk